# 6e étape du Tour de France 2015
Pour un article plus général, voir Tour de France 2015.
La 6e étape du Tour de France 2015 s'est déroulée le jeudi 9 juillet 2015 entre Abbeville et Le Havre sur une distance de 191,5 kilomètres. Elle est remportée par le coureur tchèque Zdeněk Štybar, de l'équipe Etixx-Quick Step, qui attaque dans le final en côte. Il devance Peter Sagan et Bryan Coquard. Tony Martin, coéquipier de Zdeněk Štybar, conserve le maillot jaune malgré une chute en fin de course, qui l'empêche cependant de prendre le départ le lendemain.

## Parcours
Longue de 191,5 km, cette sixième étape du Tour de France 2015 relie Abbeville au Havre. Elle comporte trois côtes de quatrième catégorie, dont les deux premières en moins de 5 km : la côte de Dieppe, d'une montée de 1,8 km à 4 %, à partir du kilomètre 72 et la côte de Pourville-sur-Mer, d'une montée de 2 km à 4,5 %, à partir du kilomètre 77,5. La dernière côte de la journée est celle du Tilleul, d'une montée de 1,6 km à 5,6 %, à partir du kilomètre 162, à moins de 30 km de l'arrivée. Le sprint intermédiaire a lieu, quant à lui, à Saint-Léonard, au kilomètre 146,50.
Le parcours sur un terrain escarpé descend vers la mer et suit le littoral pendant 120 km à partir de Dieppe, empruntant le département de la Somme du km 0 au km 20,5 et de la Seine-Maritime du km 20,5 au km 191,5. Longeant la côte d’Albâtre exposée aux vents latéraux sur les 70 derniers kilomètres, la configuration du parcours est propice aux coups de bordures et à des cassures au sein du peloton. L'étape se conclut par l'ascension de la côte d'Ingouville dans le centre-ville du Havre, une côte de 850 m à 7 % de dénivelé favorable aux puncheurs et finisseurs, le sommet étant à 500 m de la ligne d’arrivée située devant l’entrée du Fort de Tourneville.

## Déroulement de la course
L'étape est animée par une échappée de trois coureurs : Kenneth Vanbilsen, Perrig Quéméneur et Daniel Teklehaimanot. Elle permet à ce dernier de conquérir le maillot blanc à pois rouge, devenant ainsi le premier coureur noir africain à porter un maillot distinctif sur un grand tour.
L'autre fait marquant du jour est la chute du maillot jaune Tony Martin à proximité de l'arrivée. Souffrant d'une fracture de la clavicule, il termine l'étape et conserve sa place de leader, avant d'annoncer qu'il ne prendra pas le départ de la 7e étape.
Cette chute en tête du peloton à moins de trois kilomètres de l'arrivée désorganise totalement la préparation du sprint, permettant à Zdeněk Štybar, coéquipier du maillot jaune malheureux, de s'imposer devant Peter Sagan, encore une fois deuxième.

## Résultats

### Classement de l'étape
| Classement de la 6e étape | Classement de la 6e étape | Classement de la 6e étape | Classement de la 6e étape | Classement de la 6e étape |
|                           | Coureur                   | Pays                      | Équipe                    | Temps                     |
| ------------------------- | ------------------------- | ------------------------- | ------------------------- | ------------------------- |
| 1er                       | Zdeněk Štybar             | Tchéquie                  | Etixx-Quick Step          | en 4 h 53 min 46 s        |
| 2e                        | Peter Sagan               | Slovaquie                 | Tinkoff-Saxo              | + 2 s                     |
| 3e                        | Bryan Coquard             | France                    | Europcar                  | + 2 s                     |
| 4e                        | John Degenkolb            | Allemagne                 | Giant-Alpecin             | + 2 s                     |
| 5e                        | Greg Van Avermaet         | Belgique                  | BMC Racing                | + 2 s                     |
| 6e                        | Tony Gallopin             | France                    | Lotto-Soudal              | + 2 s                     |
| 7e                        | Edvald Boasson Hagen      | Norvège                   | MTN-Qhubeka               | + 2 s                     |
| 8e                        | Davide Cimolai            | Italie                    | Lampre-Merida             | + 2 s                     |
| 9e                        | Julien Simon              | France                    | Cofidis                   | + 2 s                     |
| 10e                       | Gorka Izagirre            | Espagne                   | Movistar                  | + 2 s                     |
| modifier                  |                           |                           |                           |                           |

### Points attribués
| Sprint intermédiaire Saint-Léonard (km 145,5) | Sprint intermédiaire Saint-Léonard (km 145,5) | Sprint intermédiaire Saint-Léonard (km 145,5) | Sprint intermédiaire Saint-Léonard (km 145,5) | Sprint intermédiaire Saint-Léonard (km 145,5) |
| --------------------------------------------- | --------------------------------------------- | --------------------------------------------- | --------------------------------------------- | --------------------------------------------- |
|                                               | Coureur                                       | Pays                                          | Équipe                                        | Point(s)                                      |
| 1er                                           | Perrig Quéméneur                              | France                                        | Europcar                                      | 20                                            |
| 2e                                            | Kenneth Vanbilsen                             | Belgique                                      | Cofidis                                       | 17                                            |
| 3e                                            | Daniel Teklehaimanot                          | Érythrée                                      | MTN-Qhubeka                                   | 15                                            |
| 4e                                            | John Degenkolb                                | Allemagne                                     | Giant-Alpecin                                 | 13                                            |
| 5e                                            | Bryan Coquard                                 | France                                        | Europcar                                      | 11                                            |
| 6e                                            | André Greipel                                 | Allemagne                                     | Lotto-Soudal                                  | 10                                            |
| 7e                                            | Peter Sagan                                   | Slovaquie                                     | Tinkoff-Saxo                                  | 9                                             |
| 8e                                            | Mark Cavendish                                | Royaume-Uni                                   | Etixx-Quick Step                              | 8                                             |
| 9e                                            | Roy Curvers                                   | Pays-Bas                                      | Giant-Alpecin                                 | 7                                             |
| 10e                                           | Thomas Voeckler                               | France                                        | Europcar                                      | 6                                             |
| 11e                                           | Matteo Trentin                                | Italie                                        | Etixx-Quick Step                              | 5                                             |
| 12e                                           | Mark Renshaw                                  | Australie                                     | Etixx-Quick Step                              | 4                                             |
| 13e                                           | Michał Kwiatkowski                            | Pologne                                       | Etixx-Quick Step                              | 3                                             |
| 14e                                           | Bryan Nauleau                                 | France                                        | Europcar                                      | 2                                             |
| 15e                                           | Peter Kennaugh                                | Royaume-Uni                                   | Sky                                           | 1                                             |
| modifier                                      |                                               |                                               |                                               |                                               |

| Arrivée d'étape Le Havre (km 191,5) | Arrivée d'étape Le Havre (km 191,5) | Arrivée d'étape Le Havre (km 191,5) | Arrivée d'étape Le Havre (km 191,5) | Arrivée d'étape Le Havre (km 191,5) |
| ----------------------------------- | ----------------------------------- | ----------------------------------- | ----------------------------------- | ----------------------------------- |
|                                     | Coureur                             | Pays                                | Équipe                              | Point(s)                            |
| 1er                                 | Zdeněk Štybar                       | Tchéquie                            | Etixx-Quick Step                    | 50                                  |
| 2e                                  | Peter Sagan                         | Slovaquie                           | Tinkoff-Saxo                        | 30                                  |
| 3e                                  | Bryan Coquard                       | France                              | Europcar                            | 20                                  |
| 4e                                  | John Degenkolb                      | Allemagne                           | Giant-Alpecin                       | 18                                  |
| 5e                                  | Greg Van Avermaet                   | Belgique                            | BMC Racing                          | 16                                  |
| 6e                                  | Tony Gallopin                       | France                              | Lotto-Soudal                        | 14                                  |
| 7e                                  | Edvald Boasson Hagen                | Norvège                             | MTN-Qhubeka                         | 12                                  |
| 8e                                  | Davide Cimolai                      | Italie                              | Lampre-Merida                       | 10                                  |
| 9e                                  | Julien Simon                        | France                              | Cofidis                             | 8                                   |
| 10e                                 | Gorka Izagirre                      | Espagne                             | Movistar                            | 7                                   |
| 11e                                 | Alexander Kristoff                  | Norvège                             | Katusha                             | 6                                   |
| 12e                                 | Robert Gesink                       | Pays-Bas                            | Lotto NL-Jumbo                      | 5                                   |
| 13e                                 | Joaquim Rodríguez                   | Espagne                             | Katusha                             | 4                                   |
| 14e                                 | Armindo Fonseca                     | France                              | Bretagne-Séché Environnement        | 3                                   |
| 15e                                 | Alejandro Valverde                  | Espagne                             | Movistar                            | 2                                   |
| modifier                            |                                     |                                     |                                     |                                     |

| - Bonifications à l'arrivée \| \| Coureur \| Pays \| Équipe \| Points \| \| - \| ------------- \| --------- \| ---------------- \| ------ \| \| 1 \| Zdeněk Štybar \| Tchéquie \| Etixx-Quick Step \| 10 s \| \| 2 \| Peter Sagan \| Slovaquie \| Tinkoff-Saxo \| 6 s \| \| 3 \| Bryan Coquard \| France \| Europcar \| 4 s \| |               |           |                  |        |
| | Coureur       | Pays      | Équipe           | Points |
| 1 | Zdeněk Štybar | Tchéquie  | Etixx-Quick Step | 10 s   |
| 2 | Peter Sagan   | Slovaquie | Tinkoff-Saxo     | 6 s    |
| 3 | Bryan Coquard | France    | Europcar         | 4 s    |

### Cols et côtes
| Côte de Dieppe (km 72) 4e catégorie | Côte de Dieppe (km 72) 4e catégorie | Côte de Dieppe (km 72) 4e catégorie | Côte de Dieppe (km 72) 4e catégorie | Côte de Dieppe (km 72) 4e catégorie |
| ----------------------------------- | ----------------------------------- | ----------------------------------- | ----------------------------------- | ----------------------------------- |
|                                     | Coureur                             | Pays                                | Équipe                              | Point(s)                            |
| 1er                                 | Daniel Teklehaimanot                | Érythrée                            | MTN-Qhubeka                         | 1                                   |
| modifier                            |                                     |                                     |                                     |                                     |

| Côte de Pourville-sur-Mer (km 77,5) 4e catégorie | Côte de Pourville-sur-Mer (km 77,5) 4e catégorie | Côte de Pourville-sur-Mer (km 77,5) 4e catégorie | Côte de Pourville-sur-Mer (km 77,5) 4e catégorie | Côte de Pourville-sur-Mer (km 77,5) 4e catégorie |
| ------------------------------------------------ | ------------------------------------------------ | ------------------------------------------------ | ------------------------------------------------ | ------------------------------------------------ |
|                                                  | Coureur                                          | Pays                                             | Équipe                                           | Point(s)                                         |
| 1er                                              | Daniel Teklehaimanot                             | Érythrée                                         | MTN-Qhubeka                                      | 1                                                |
| modifier                                         |                                                  |                                                  |                                                  |                                                  |

| \| Côte du Tilleul (km 162) 4e catégorie \| Côte du Tilleul (km 162) 4e catégorie \| Côte du Tilleul (km 162) 4e catégorie \| Côte du Tilleul (km 162) 4e catégorie \| Côte du Tilleul (km 162) 4e catégorie \| \| ------------------------------------- \| ------------------------------------- \| ------------------------------------- \| ------------------------------------- \| ------------------------------------- \| \| \| Coureur \| Pays \| Équipe \| Point(s) \| \| 1er \| Daniel Teklehaimanot \| Érythrée \| MTN-Qhubeka \| 1 \| \| modifier \| \| \| \| \| |                      |          |             |          |
| Côte du Tilleul (km 162) 4e catégorie |                      |          |             |          |
| | Coureur              | Pays     | Équipe      | Point(s) |
| 1er | Daniel Teklehaimanot | Érythrée | MTN-Qhubeka | 1        |
| modifier |                      |          |             |          |

## Classements à l'issue de l'étape

### Classement général
| Classement général | Classement général | Classement général | Classement général | Classement général  |
|                    | Coureur            | Pays               | Équipe             | Temps               |
| ------------------ | ------------------ | ------------------ | ------------------ | ------------------- |
| 1er                | Tony Martin        | Allemagne          | Etixx-Quick Step   | en 22 h 13 min 14 s |
| 2e                 | Christopher Froome | Royaume-Uni        | Sky                | + 12 s              |
| 3e                 | Tejay van Garderen | États-Unis         | BMC Racing         | + 25 s              |
| 4e                 | Peter Sagan        | Slovaquie          | Tinkoff-Saxo       | + 27 s              |
| 5e                 | Tony Gallopin      | France             | Lotto-Soudal       | + 38 s              |
| 6e                 | Greg Van Avermaet  | Belgique           | BMC Racing         | + 40 s              |
| 7e                 | Rigoberto Urán     | Colombie           | Etixx-Quick Step   | + 46 s              |
| 8e                 | Alberto Contador   | Espagne            | Tinkoff-Saxo       | + 48 s              |
| 9e                 | Zdeněk Štybar      | Tchéquie           | Etixx-Quick Step   | + 1 min 4 s         |
| 10e                | Geraint Thomas     | Royaume-Uni        | Sky                | + 1 min 15 s        |
| modifier           |                    |                    |                    |                     |

### Classement par points
| Classement par points | Classement par points | Classement par points | Classement par points | Classement par points |
| --------------------- | --------------------- | --------------------- | --------------------- | --------------------- |
|                       | Coureur               | Pays                  | Équipe                | Point(s)              |
| 1er                   | André Greipel         | Allemagne             | Lotto-Soudal          | 161 points            |
| 2e                    | Peter Sagan           | Slovaquie             | Tinkoff-Saxo          | 158 pts               |
| 3e                    | John Degenkolb        | Allemagne             | Giant-Alpecin         | 120 pts               |
| 4e                    | Mark Cavendish        | Royaume-Uni           | Etixx-Quick Step      | 94 pts                |
| 5e                    | Bryan Coquard         | France                | Europcar              | 86 pts                |
| 6e                    | Zdeněk Štybar         | Tchéquie              | Etixx-Quick Step      | 63 pts                |
| 7e                    | Tony Martin           | Allemagne             | Etixx-Quick Step      | 60 pts                |
| 8e                    | Greg Van Avermaet     | Belgique              | BMC Racing            | 58 pts                |
| 9e                    | Perrig Quéméneur      | France                | Europcar              | 46 pts                |
| 10e                   | Edvald Boasson Hagen  | Norvège               | MTN-Qhubeka           | 45 pts                |
| modifier              |                       |                       |                       |                       |

### Classement du meilleur grimpeur
| Classement du meilleur grimpeur | Classement du meilleur grimpeur | Classement du meilleur grimpeur | Classement du meilleur grimpeur | Classement du meilleur grimpeur |
| ------------------------------- | ------------------------------- | ------------------------------- | ------------------------------- | ------------------------------- |
|                                 | Coureur                         | Pays                            | Équipe                          | Point(s)                        |
| 1er                             | Daniel Teklehaimanot            | Érythrée                        | MTN-Qhubeka                     | 3 points                        |
| 2e                              | Joaquim Rodríguez               | Espagne                         | Katusha                         | 2 pts                           |
| 3e                              | Michael Schär                   | Suisse                          | BMC Racing                      | 1 pt                            |
| 4e                              | Rafał Majka                     | Pologne                         | Tinkoff-Saxo                    | 1 pt                            |
| 5e                              | Thomas De Gendt                 | Belgique                        | Lotto-Soudal                    | 1 pt                            |
| 6e                              | Christopher Froome              | Royaume-Uni                     | Sky                             | 1 pt                            |
| modifier                        |                                 |                                 |                                 |                                 |

### Classement du meilleur jeune
| Classement général du meilleur jeune | Classement général du meilleur jeune | Classement général du meilleur jeune | Classement général du meilleur jeune | Classement général du meilleur jeune |
|                                      | Coureur                              | Pays                                 | Équipe                               | Temps                                |
| ------------------------------------ | ------------------------------------ | ------------------------------------ | ------------------------------------ | ------------------------------------ |
| 1er                                  | Peter Sagan                          | Slovaquie                            | Tinkoff-Saxo                         | en 22 h 13 min 41 s                  |
| 2e                                   | Warren Barguil                       | France                               | Giant-Alpecin                        | + 52 s                               |
| 3e                                   | Nairo Quintana                       | Colombie                             | Movistar                             | + 1 min 41 s                         |
| 4e                                   | Romain Bardet                        | France                               | AG2R La Mondiale                     | + 2 min 39 s                         |
| 5e                                   | Thibaut Pinot                        | France                               | FDJ                                  | + 6 min 3 s                          |
| modifier                             |                                      |                                      |                                      |                                      |

### Classement par équipes
| Classement par équipes | Classement par équipes | Classement par équipes | Classement par équipes |
|                        | Équipe                 | Pays                   | Temps                  |
| ---------------------- | ---------------------- | ---------------------- | ---------------------- |
| 1re                    | BMC Racing             | États-Unis             | en 66 h 41 min 19 s    |
| 2e                     | Etixx-Quick Step       | Belgique               | + 22 s                 |
| 3e                     | Tinkoff-Saxo           | Russie                 | + 1 min 44 s           |
| 4e                     | Sky                    | Royaume-Uni            | + 3 min 14 s           |
| 5e                     | AG2R La Mondiale       | France                 | + 5 min 44 s           |
| modifier               |                        |                        |                        |

## Abandon
- Michael Albasini (Orica-GreenEDGE) : non-partant[4]